# Bisbat de Girona
El bisbat de Girona és una de les divisions administratives de l'església catòlica a Catalunya, inclòs en la província eclesiàstica de Tarragona. Aquest territori coordinat pel bisbe de Girona s'aproxima, amb petites variacions de municipis limítrofs, al de la província de Girona. La seu del bisbat és a Girona. Actualment, el bisbe de Girona és fra Octavi Vilà i Mayo (2024).

## Organització

Divisió del bisbat en els arxiprestats (acolorits). Les divisions corresponen a les comarques i municipis (divisions administratives) de manera que les parròquies corresponen amb força exactitud als municipis, amb comptades excepcions

El 2019 el bisbat s'organitza en tretze arxiprestats que aglutina a 382 parròquies Els mateixos límits del bisbat responen a l'orografia: les Alberes al nord, el Collsacabra, les Guilleries i el Montseny a l'oest. Comprèn la totalitat de les comarques de l'Alt i el Baix Empordà, la Garrotxa, el Gironès el Pla de l'Estany; bona part de la Selva, el nord del Maresme i algunes parròquies del Ripollès. Els arxiprestats són:
- Alt Empordà Interior
- Alt Empordà Marina
- Alt Fluvià
- Banyoles
- Ter - Brugent
- Àngels - Llémena
- Montgrí - La Bisbal
- Girona - Salt
- Costa Brava Centre
- Selva
- Farners - Montseny
- Tordera
- Maresme

## Història
Les primeres notícies d'un bisbe a Girona són del segle iv en el baix Imperi Romà i posteriorment en els regnes visigòtics de Tolosa i Toledo segurament centrat en les ciutats de Gerunda i Aqua Calidae (Caldes de Malavella). El segle viii, amb l'arribada dels àrabs i la relativament ràpida conquesta carolíngia el bisbat absorbeix el bisbat d'Empúries (de límits i duració imprecises) i la frontera s'allunya ràpidament fins al Llobregat. A partir del segle xii els comtats de Girona, Empúries, Besalú passen a domini reial, i apareixen els vescomtats d'Empúries, Peralada i Cabrera que prenen per delegació comtal el domini feudal i l'administració civil, tot i l'acumulació dels comtats al Casal de Barcelona i l'aparició de les vegueries les antigues divisions comtals persistiren en la divisió en ardiaconats del bisbat. Als segle xiii-xiv el bisbat articulava més de quatre-centes parròquies (4.640 km²) al voltant de quatre divisions o ardiaconats:
- L'Ardiaconat de Besalú: Abraçava l'Alta Garrotxa la meitat occidental de l'Alt Empordà i part del nord del Pla de l'Estany. Cal tenir present l'efímer Bisbat de Besalú (1017-1020), previ a la divisió en arxidiaconats.
- L'Ardiaconat d'Empúries: Centrat la part litoral de les planes de l'Empordà i la serra de l'Albera.
- L'Ardiaconat de Girona: Abraçava la part central incloent Girona la part sud del Pla de l'Estany, nord de la Selva i part del litoral entre Pals i Calonge.
- L'Ardiaconat la Selva: Incloïa bona part de la Selva Marítima i l'Alt Maresme i el sud de l'Empordà (Sant Feliu).

La divisió parroquial fou usada per a definir els termes controlats pel bisbat centrats en les esglésies i per atribuir-se'n els drets (el delme) i persistiren durant l'edat moderna i contemporània fins a l'establiment dels municipis amb l'estat liberal. Els límits de les parròquies eren beneïdes anualment amb el salpàs, moment en què les cases eren beneïdes amb sal inclòs els masos i territoris associats a poblaments dispersos. L'administració feudal laica lligada a barons i vescomtes no es desenvolupà extensament i sovint es limitava a la rodalia dels escassos castells i cases fortes disperses pel territori bisbal.
Així doncs la parròquia i la seva església parroquial esdevé el lloc de control administratiu sobre el qual s'elaboren els fogatges, prenen nota dels baptismes, matrimonis i defuncions, és a dir esdevenen la base per al control censal i fiscal de la població. Sovint les parròquies contenien esglésies sufragànies, ermites i capelles rurals. A partir del segle x i xi les parròquies gironines apareixen en la documentació i sovint les esglésies parroquials estructuren el poblament al seu voltant formant sagreres. Bona part d'aquests temples romànics són característics per ser d'una sola nau amb absis semicircular i campanar en espadanya. Sovint, però el pas del temps les anà modificant, segons les necessitats del poblament. Algunes parròquies, les més primitives, segles v a vii, degueren nàixer com capelles o basíliques al voltant de necròpolis on foren enterrats els primers màrtirs (per exemple: Sant Feliu de Girona).
La parròquia fou també el germen de les Universitats (nucli de poder civil local) on els prohoms o bons homes es reunien per prendre decisions en nom de la comunitat, si bé originalment sota protecció i tutela del cap de la parròquia i/o del veguer que eren els detentors absoluts del poder judicial. Així doncs el municipi esdevingué una continuació de la parròquia. Tot i així les universitats no apareixen en viles i vilars dominats directament pel bisbe.
D'aquesta manera, la parròquia esdevingué el centre de la vida eclesiàstica damunt el territori. La quantitat i distribució de les parròquies ha anat variant amb el pas del temps pels fluxos demogràfics. És però durant els segles x-xii quan apareix documentació sobre la fundació - actes de fundació - de noves parròquies (per exemple: La Bisbal, Camprodon, Amer, Santa Coloma, Lloret, Sant Iscle de Vallalta, només per esmentar l'abast d'aquesta dispersió). L'ús del terme aparrochiare en documents del segle x n'indica el procés actiu de parcel·lació dels nous nuclis de poblament i l'arranjament del terme subjecte al delme. Algunes d'aquestes noves parròquies apareixerien per escissió d'altres existents (Vallcanera i Franciac s'escindiren de la parròquia de Caldes s. x-xi), d'altres per aglutinació d'altres més disperses (Sant Andreu de Castanyet passa a ser sufragània de Santa Coloma quan es constituí el 950; la constitució parroquial de Sant Esteve de Banyoles li donà dret de delme sobre les parròquies existents a Miànigues i Guèmol). Sembla que aquest procés de parcel·lació territorial culminà a finals del segle x principis del xi, ja que comencen a aparèixer actes de consagració que estableixen la rodalia i esmenten els elements topogràfics limítrofs amb parròquies colindants, evidentment per establir l'abast dels seus drets fiscals.
El segle xiv, amb la terrible Pesta Negra, impactà negativament en la demografia del bisbat i de retruc sobre el nombre de feligresos de les parròquies. La formació de noves parròquies restà aturada amb algunes excepcions lligades a l'establiment d'unes poques poblaments costaners: Blanes, separada de Tordera el 1319; Palamós formada de Vila-romà i Vall-llobrega el 1428, Canet de Mar, separada de Sant Iscle de Vallalta el 1461; Calella separada de Pineda el 1528; Sant Pol de Mar separada de Sant Cebrià de Vallalta; Arenys de Mar separada d'Arenys de Munt el 1575, Malgrat de Sant Genís de Palafolls el 1601, Castell d'Aro separada de Santa Cristina d'Aro el 1602, L'Escala separada d'Empúries el 1682. Altres parròquies aparegueren al voltant de camins: La Jonquera separada de Sant Miquel de Solans (1362) i Castellfollit separada el 1372 de Montagut) altres per increment de l'agricultura: La Tallada segregada de Verges el 1372, Grions separada d'Hostalric el 1372 o Ventalló separada de Valveralla el 1606. A partir del segle xii es comencen a documentar processos l'absorció de parròquies que s'incrementen al segle xiv i se sostenen durant el xv i xvi, possiblement a la insostenibilitat de mantenir els clergues i l'activitat parroquial essent les esglésies absorbides considerades sufragànies. Al segle xvi el Concili de Trento sembla també mantenir l'absorció de parròquies.
El revifament demogràfic de la segona meitat del segle xviii inicia la creació d'un reguitzell de noves parròquies: Boadella, separada de les Escaules, 1765; Regencós, independitzada de Begur, 1788; Pont de Molins, segregada de Llers, 1793; Vilamaniscle de Garriguella, 1790; o el reviscolament d'algunes desaparegudes (Sant Miquel de la Pineda, Bell-lloc, Fenals, Albanyà i Pincaró). A banda s'inicien una sèrie de demandes de formació que per una o altra raó no prosperaren, però que denoten l'increment demogràfic produït en aquests poblaments. Alguns d'aquests plets s'allargaren dècades i molts assoliren la parròquia pròpia el 1928 en un procés endegat el 1864 però interromput per la darrera carlinada i altres avatars. El segle xx amb l'arribada massiva de la immigració catalana (procés de desruralització), de la resta d'Espanya (industrialització i "desarrollismo" tardofranquista) provocaren l'establiment d'unes poques parròquies en les ciutats receptores d'aquesta immigració i llur descendència (Blanes, Figueres, Girona, Olot). Amb tot l'organització parroquial manté algunes parròquies amb molt pocs feligresos, dites "parròquies mortes", sobretot en poblaments dispersos.

## Episcopologi
Hi ha diverses llistes i cronologies dels bisbes que ocuparen la seu de Girona, algunes presentant discordances sobretot per a les de l'antiguitat tardana i alta edat mitjana per la introducció de dades procedents de falsos cronicons. No sembla haver-hi gaires discussions sobre les cronologies a partir d'Odó. Algunes d'aquestes llistes sobretot en la necessitat d'emplenar la llista amb el major nombre de bisbes fins a dates de l'antiguitat tardana. Diversos autors al llarg de la història han tractat d'oferir llistes cronològiques amb el períodes episcopals dels bisbes de Girona: Sulpici Pontich, Roig i Jalpí, Francisco Diago, Villanueva, Enrique Flórez, Juan Tamayo de Salazar, i contemporàniament Josep Maria Marquès, Gabriel Roura o
Antoni Pladevall (per citar-ne alguns). Malgrat les discordances i per simplificar la lectura es mostra una llista dels bisbes reconeguts pel mateix bisbat:
| Núm. | Nom                                | Episcopat   | Notes |
| ---- | ---------------------------------- | ----------- | --- |
| 1    | Frontinià                          | 516 - 517   | |
| 2    | Estafili                           | 540 - 546   | |
| 3    | Alici                              | 589         | |
| 4    | Joan de Biclar                     | 591 - 621   | |
| 5    | Nonnit                             | 621 - 633   | |
| 6    | Toila                              | 636 - 656   | |
| 7    | Amador                             | 673         | |
| 8    | Jaume                              | 683         | |
| 9    | Savaric                            | 688         | |
| 10   | Gilimir                            | 693         | |
| 11   | Ataülf                             | 778 - 788   | Probablement una invenció del segle xi per tal d'emplenar l'episcopologi fins a la Conquesta de Girona |
| 12   | Valaric                            | 816 - 817   | |
| 13   | Nifridi                            | 818         | Citat com a bisbe de Girona probablement erròniament en diversos episcopologis. |
| 14   | Guimer                             | 834         | |
| 15   | Gotmar I                           | 841 - 850   | |
| 16   | Elies                              | 853         | Citat en un document que actuava com a bisbe l'onze de juny de 853 |
| 17   | Sunifred I                         | 858         | |
| 18   | Teuter                             | 870 - 888   | |
| 19   | Servus Dei                         | 888 - 907   | |
| 20   | Guiu                               | 907 - 936   | |
| 21   | Gotmar II                          | 943 - 951   | Fundador del Monestir de Camprodon |
| 22   | Sunifred II                        | 951 - 954   | |
| 23   | Arnulf                             | 954 - 976   | Abat del Monestir de Ripoll (948 - 970) |
| 24   | Miró                               | 970 - 984   | comte de Cerdanya, de Conflent i de Besalú (968 - 984) |
| 25   | Gotmar III                         | 985 - 993   | Flórez cita com a dubtós un Arnulf II que ocuparia el lapse entre Gotmar i Odó |
| 26   | Odó                                | 995 - 1010  | Abat del monestir de Sant Cugat (986 – 1010). |
| 27   | Pere Roger o Pere de Carcassona    | 1010 - 1050 | Germà petit d'Ermessenda de Carcassona durant el seu episcopat es funda el monestir de Sant Daniel |
| 28   | Berenguer Guifré                   | 1050 - 1093 | |
| 29   | Bernat Umbert                      | 1094 - 1111 | |
| 30   | Ramon I                            | 1112        | |
| 31   | Berenguer Dalmau                   | 1113 - 1145 | |
| 32   | Berenguer de Llers                 | 1145 - 1158 | |
| 33   | Guillem de Peratallada             | 1160 - 1168 | |
| 34   | Guillem de Monells                 | 1168 - 1178 | |
| 35   | Ramon d'Usall                      | 1179 - 1196 | |
| 36   | Gaufred de Medinyà                 | 1196 - 1198 | |
| 37   | Arnau de Creixell                  | 1199 - 1214 | |
| 38   | Ramon de Palafolls                 | 1214 - 1218 | |
| 39   | Alemany d'Aiguaviva                | 1219 - 1227 | |
| 40   | Guillem de Cabanelles              | 1227 - 1245 | |
| 41   | Berenguer de Castellbisbal         | 1245 - 1254 | |
| 42   | Pere de Castellnou                 | 1254 - 1279 | |
| 43   | Berenguer o Bernat de Vilert       | 1279 - 1291 | |
| 44   | Bernat de Vilamarí                 | 1292 - 1312 | |
| 45   | Guillem de Vilamarí                | 1312 - 1318 | |
| 46   | Pere de Rocabertí i Desfar         | 1318 - 1324 | |
| 47   | Pedro de Urrea                     | 1325 - 1328 | Traslladat al bisbat d'Osca |
| 48   | Gastó de Montcada                  | 1328 - 1334 | procedent del bisbat d'Osca |
| 49   | Gilabert de Cruïlles               | 1334 - 1335 | |
| 50   | Arnau de Mont-rodon                | 1335 - 1348 | |
| 51   | Berenguer de Cruïlles              | 1348 - 1362 | Primer President de la Diputació del General de Catalunya |
| 52   | Ènnec de Vallterra                 | 1362 - 1369 | Traslladat al bisbat de Sogorb |
| 53   | Jaume Satrilla                     | 1369 - 1374 | |
| 54   | Bertran de Mont-rodon              | 1374 - 1384 | |
| 55   | Berenguer d'Anglesola              | 1384 - 1408 | cardenal des de 1397 |
| 56   | Francesc de Blanes                 | 1408 - 1409 | Traslladat a Barcelona |
| 57   | Ramon Descatllar                   | 1409 - 1415 | |
| 58   | Dalmau de Mur                      | 1415 - 1419 | Posteriorment fou nomenat Arquebisbe de Tarragona (1419 - 1431) i finalment Arquebisbe de Saragossa (1431 - 1456). |
| 59   | Gonzalvo de Santamaria             | 1419        | Traslladat a Astorga. No és esmentat en l'episcopologi de Roig i Jalpí |
| 60   | Andreu Bertran                     | 1419 - 1429 | Procedent de Barcelona, traslladat a Barcelona |
| 61   | Joan de Casanova                   | 1431 - 1436 | cardenal administrador |
| 62   | Bernat de Pau                      | 1436 - 1457 | Després d'ell Roig i Jalpí omet a Roderic de Borja i Cosme i menciona en el seu lloc a Roger de Cartellà, del llinatge dels senyors del castell de Folgons i de Granollers, que renuncià a la seva elecció restant com a canonge de la catedral de Girona i prevere d'Aredo (probablement Castell d'Aro) |
| 63   | Roderic de Borja                   | 1457 - 1458 | cardenal administrador, traslladat a València |
| 64   | Cosme de Montserrat                | 1458 - 1459 | Traslladat a Vic |
| 65   | Jaume de Cardona                   | 1459 - 1462 | Procedent de Vic, traslladat a la Seu d'Urgell, 22è President de la Diputació del General de Catalunya |
| 66   | Joan Margarit i Pau                | 1462 - 1484 | Procedent d'Elna, cardenal des de 1483 |
| 67   | Berenguer de Pau                   | 1486 - 1506 | |
| 68   | Joan d'Espés                       | 1507 - 1508 | |
| 69   | Guillem Ramon Boïl                 | 1508 - 1532 | |
| 70   | Joan de Margarit                   | 1534 - 1554 | 50é President de la Diputació del General de Catalunya |
| 71   | Arias Gallego                      | 1556 - 1565 | Traslladat a Cartagena |
| 72   | Pere Carlos                        | 1565 - 1572 | |
| 73   | Benet de Tocco                     | 1572 - 1583 | Traslladat a Lleida |
| 74   | Jaume Caçador i Claret             | 1583 - 1597 | 76è President de la Diputació del General de Catalunya |
| 75   | Francisco Arévalo de Zuazo         | 1598 - 1611 | |
| 76   | Onofre de Reart                    | 1611 - 1620 | Procedent de Vic |
| 77   | Pere de Montcada i de Montcada     | 1620 - 1621 | |
| 78   | Francesc de Sentjust i de Castre   | 1622 - 1627 | Procedent d'Elna. 83è President de la Diputació del General de Catalunya |
| 79   | Garcia Gil de Manrique y Maldonado | 1627 - 1633 | 92è President de la Diputació del General de Catalunya. Posteriorment, bisbe de Barcelona (1633-1651). Després de l'assassinat del comte de Santa Coloma a l'inici de la Guerra dels Segadors (1640) fou nomenat lloctinent de Catalunya.                                                                |
| 80   | Gregorio Parcero                   | 1633 - 1656 | Procedent d'Elna, traslladat a Tortosa |
| 81   | Bernat de Cardona i de Raset       | 1656 - 1658 | 96è. President de la Diputació del General de Catalunya. |
| 82   | Francesc Pijoan                    | 1659        | 100è President de la Diputació del General de Catalunya. |
| 83   | Josep Fageda                       | 1660 - 1664 | Tortosa |
| 84   | Josep de Ninot                     | 1664 - 1668 | Lleida |
| 85   | Francesc Dou                       | 1668 - 1673 | |
| 86   | Alonso Balmaseda                   | 1673 - 1679 | |
| 87   | Sever Tomàs Auter                  | 1679 - 1686 | |
| 88   | Miquel Pontich                     | 1686 - 1699 | |
| 89   | Miquel Joan de Taverner i Rubí     | 1699 - 1720 | Traslladat a Tarragona |
| 90   | Josep de Taverner i d'Ardena       | 1720 - 1726 | |
| 91   | Pere de Copons                     | 1726 - 1728 | Traslladat a Tarragona |
| 92   | Baltasar de Bastero i Lledó        | 1728 - 1745 | |
| 93   | Lorenzo Taranco                    | 1745 - 1756 | |
| 94   | Manuel Antonio de Palmero          | 1756 - 1774 | |
| 95   | Tomàs de Lorenzana                 | 1775 - 1796 | |
| 96   | Santiago Pérez de Arenillas        | 1796 - 1797 | |
| 97   | Juan Ramírez de Arellano           | 1798 - 1810 | |
| 98   | Pedro Valero                       | 1815        | |
| 99   | Antonio de Allué                   | 1817 - 1818 | |
| 100  | Juan Miquel Pérez González         | 1819 - 1824 | |
| 101  | Dionisio Castaño                   | 1825 - 1834 | |
| 102  | Florencio Lorente                  | 1847 - 1862 | |
| 103  | Constantí Bonet i Zanuy            | 1862 - 1875 | Traslladat a Tarragona |
| 104  | Isidre Valls                       | 1875 - 1877 | |
| 105  | Tomàs Sivilla                      | 1878 - 1906 | |
| 106  | Francesc de Pol i Baralt           | 1906 - 1914 | |
| 107  | Francesc Mas i Oliver              | 1915 - 1920 | |
| 108  | Gabriel Llompart i Jaume           | 1922 - 1925 | Procedent de Tenerife, traslladat a Mallorca |
| 109  | Josep Vila Martínez                | 1925 - 1932 | |
| 110  | Josep Cartañà i Inglés             | 1934 - 1963 | |
| 111  | Narcís Jubany i Arnau              | 1964 - 1972 | Traslladat a Barcelona |
| 112  | Jaume Camprodon i Rovira           | 1973 - 2001 | |
| 113  | Carles Soler i Perdigó             | 2001 - 2008 | |
| 114  | Francesc Pardo i Artigas           | 2008 - 2022 | |
| 115  | Octavi Vilà i Mayo                 | 2024 - act. | |

## Estadístiques
A finals del 2006, la diòcesi tenia 630.000 batejats sobre una població de 740.214 persones, equivalent al 85,1% del total.
| any  | població | població | població | sacerdots | sacerdots       | sacerdots       | sacerdots             | diaques | religiosos | religiosos | parroquies |
| ---- | -------- | -------- | -------- | --------- | --------------- | --------------- | --------------------- | ------- | ---------- | ---------- | ---------- |
| any  | batejats | total    | %        | total     | clergat secular | clergat regular | batejats por sacerdot | diaques | homes      | dones      |            |
| 1950 | 389.000  | 390.000  | 99,7     | 584       | 516             | 68              | 666                   |         | 98         | 1.392      | 385        |
| 1970 | 395.000  | 395.729  | 99,8     | 542       | 447             | 95              | 728                   |         | 181        | 1.231      | 378        |
| 1980 | 478.000  | 483.222  | 98,9     | 409       | 361             | 48              | 1.168                 |         | 121        | 991        | 385        |
| 1990 | 534.000  | 545.228  | 97,9     | 358       | 304             | 54              | 1.491                 |         | 124        | 796        | 403        |
| 1999 | 475.000  | 576.252  | 82,4     | 298       | 246             | 52              | 1.593                 |         | 116        | 791        | 403        |
| 2000 | 500.000  | 592.689  | 84,4     | 301       | 240             | 61              | 1.661                 |         | 109        | 791        | 403        |
| 2001 | 500.000  | 592.689  | 84,4     | 289       | 236             | 53              | 1.730                 |         | 112        | 730        | 403        |
| 2002 | 550.000  | 634.724  | 86,7     | 278       | 228             | 50              | 1.978                 |         | 97         | 705        | 403        |
| 2003 | 550.000  | 634.724  | 86,7     | 271       | 223             | 48              | 2.029                 |         | 96         | 731        | 403        |
| 2004 | 600.000  | 687.314  | 87,3     | 270       | 219             | 51              | 2.222                 |         | 90         | 654        | 403        |
| 2006 | 630.000  | 740.214  | 85,1     | 265       | 216             | 49              | 2.377                 |         | 89         | 642        | 403        |